# Fritz Fliegel
Fritz Fliegel (* 30. November 1907 in Wilmersdorf, heute Berlin; † 18. Juli 1941 über dem Nordatlantik) war ein deutscher Bomberpilot und ehemaliger Bahnradsportler.

## Biographie

### Radsportler
Fritz Fliegel war der Sohn des Geologen Gotthard Fliegel, er hatte drei Schwestern.
Als Primaner gewann Fliegel, ein Freund von Walter Rütts Sohn Oscar, bei der Eröffnung der Rütt-Arena in Berlin 1926 sein erstes Radrennen. 1929 wurde er auf der heute noch bestehenden Radrennbahn Stettin-Westend deutscher Meister im Sprint der Amateure. Im selben Jahr startete er bei den Bahnweltmeisterschaften in Zürich, wo er im Achtelfinale gegen den Österreicher August Schaffer ausschied. Ende des Jahres erklärte Fliegel, Jurastudent im vierten Semester, öffentlich in der Zeitschrift Illustrierter Radrenn-Sport seinen Rücktritt vom Radsport, um sich fortan stärker auf sein Studium zu konzentrieren. Er hoffe, in zwei Jahren sein Examen absolviert zu haben, um anschließend wieder Rennen zu fahren und bei Olympischen Spielen antreten zu können.

### Kampfflieger
Ab 1931 absolvierte Fliegel eine Ausbildung zum Flugzeugführer und trat 1934 in die Reichswehr ein. 1935 ging er als Leutnant zur Luftwaffe und war als Fluglehrer tätig, unter anderem in Salzwedel und in Brünn. Am 1. März 1939 wurde er zum Hauptmann befördert.
Nach der Invasion der deutschen Wehrmacht in Polen flog er Angriffe auf das Land und wurde am 15. September 1939 mit dem Eisernen Kreuz II. Klasse ausgezeichnet. Ab Mai 1940 flog er Einsätze mit dem Kampfgeschwader 40, das mit der Focke-Wulf Fw 200 ausgerüstet war. Mit seiner Staffel war er zunächst von Dänemark aus zur Bombardierung von feindlichen Schiffen eingesetzt. Im Sommer 1940 wurde die Staffel nach Bordeaux-Mérignac verlegt, um feindliche Schiffe auf dem Atlantik zu bekämpfen. Ende Oktober 1940 übernahm er als Staffelkapitän die 2. Staffel, die unter anderem 39 Handelsschiffe versenkte und weitere 20 Schiffe schwer beschädigte; Fliegel selbst war daran mit der Versenkung von sieben und der Beschädigung von sechs Schiffen beteiligt. Für die Versenkung von fünf Dampfern des Geleitzuges HG 53 wurde er am 10. Februar 1941 als Staffelkapitän namentlich im Wehrmachtbericht des Oberkommandos der Wehrmacht (OKW) erwähnt.
Am 25. März 1941 wurde er mit dem Ritterkreuz ausgezeichnet, und es folgte seine Ernennung zum Gruppenkommandeur der I. Gruppe. Wenig später wurde er erneut im Wehrmachtbericht genannt. Inzwischen hatte sich die Zahl der Versenkungen durch seine Staffel auf 109 Handelsschiffe erhöht. Die Zahl der Menschen, die bei den Bombenangriffen unter Beteiligung Fliegels ums Leben kamen, ist nicht bekannt.
Am 18. Juli 1941 flog er mit seiner Fw 200 C-3/U2 (Geschwaderkennung F8+AB) in das Meeresgebiet nordöstlich von Irland, als er von einer Schiffs-Flak abgeschossen wurde. Gemeinsam mit seiner Crew galt er als vermisst. Posthum erfolgte seine Beförderung zum Major.